# همه چشم‌ها به رفح است

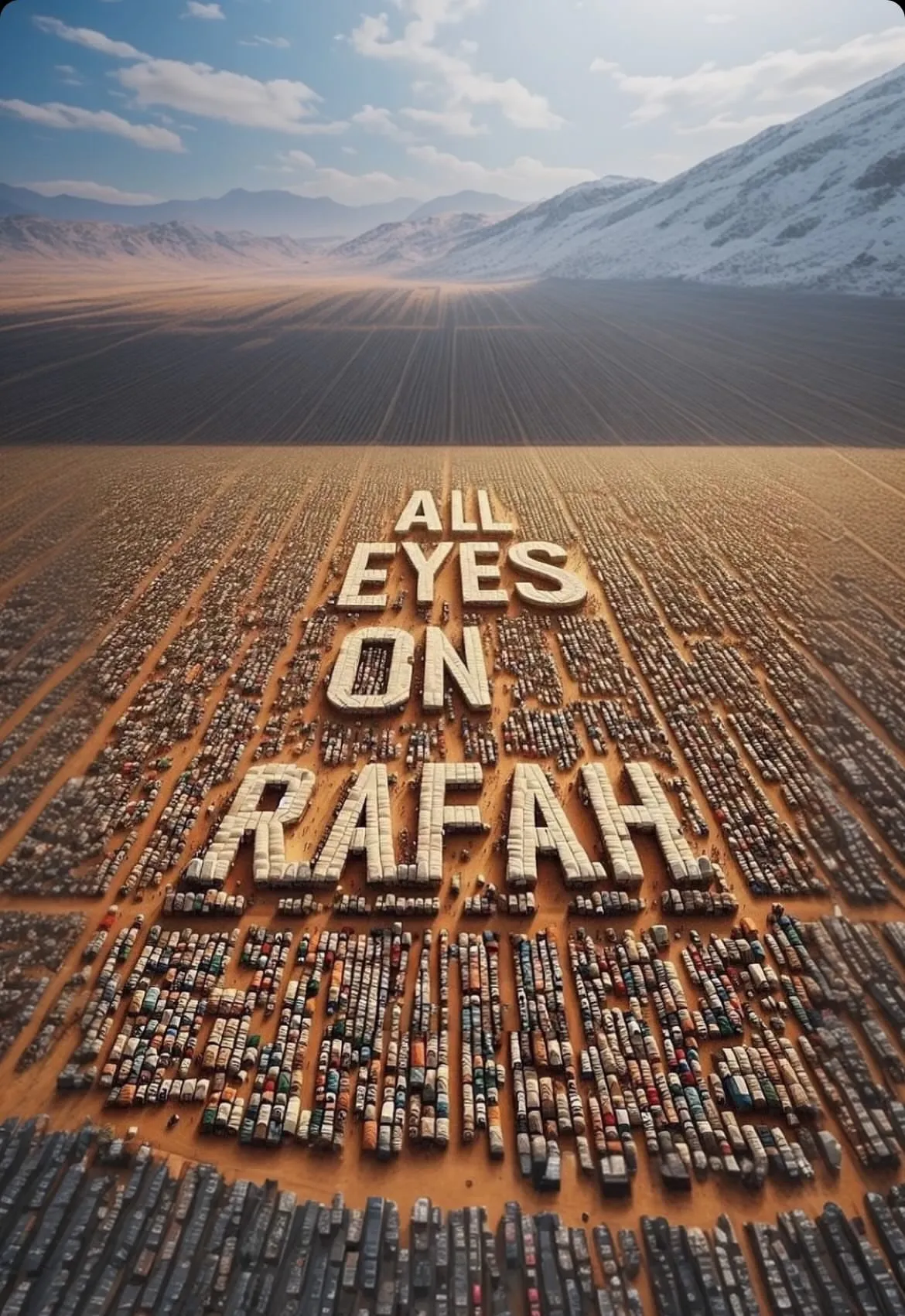
تصویر «همه چشم‌ها به رفح» تولید شده توسط هوش مصنوعی که در ماه مه ۲۰۲۴ در اینستاگرام منتشر شد.

"همه چشم‌ها به رفح" یک شعار سیاسی طرفدار فلسطین در طول جنگ اسرائیل و حماس و حمله به رفح بود که بیشتر در رسانه‌های اجتماعی استفاده می‌شود.

## انتشار
این عبارت از اظهار نظر ریچارد ریک پیپرکورن، نماینده سازمان بهداشت جهانی برای غزه و کرانه باختری اقتباس شد که در فوریه ۲۰۲۴ به خبرنگاران در سازمان ملل گفت: «همه چشم به رفح است». این هشتگ زمانی که حمله رفح در اوایل ماه مه آغاز شد به اشتراک گذاشته شد و تصویری که توسط هوش مصنوعی از این شعار تولید شده بود در اواخر همان ماه در اینستاگرام منتشر گردید. هشتگ #alleyesonrafah در ویدیوهایی که میلیون‌ها بار در تیک‌تاک مشاهده می‌شد، کاربرد پیدا کرده بود و این شعار در سطح بین‌المللی در اعتراضات عمومی استفاده می‌شد.
در اواخر ماه مه ۲۰۲۴، یک تصویر تولید شده توسط هوش مصنوعی که این عبارت را به تصویر می‌کشد، بیش از ۴۷ میلیون بار در عرض چند روز در اینستاگرام به اشتراک گذاشته شده بود، و در رسانه‌های اجتماعی دیگر نیز دربارهٔ جنگ اسرائیل علیه غزه در فضای مجازی از این عبارت استفاده شد. کاربران با فالوورهای زیاد، از جمله افراد مشهوری مانند بلا حدید و نیکولا کوگلان، نیز در این روند شرکت کردند. تصویر ایجاد شده توسط هوش مصنوعی همراه با این جمله را بازنشر کردند.